# Bogoljub Jevtić
Bogoljub Jevtić, cyr. Богољуб Јевтић (ur. 24 grudnia 1886 w Kragujevacu, zm. 7 czerwca 1960 w Paryżu) – serbski polityk i dyplomata, premier Jugosławii (1934-1935), minister spraw zagranicznych (1932-1935).

## Życiorys
Ukończył gimnazjum w Kragujevacu, a następnie studiował prawo w Belgradzie. Naukę kontynuował w Wyższej Szkole Handlowej w Berlinie, studiował także ekonomię w Zurychu. Po powrocie do kraju wziął udział w wojnach bałkańskich i w I wojnie światowej. Wraz z armią serbską przeszedł przez Albanię i znalazł się na Korfu. W 1917 w stopniu podporucznika piechoty walczył na froncie salonickim.
Od 19 października 1917 w służbie dyplomatycznej, początkowo na placówce w Sztokholmie, a następnie w Londynie. W 1920 pełnił funkcję sekretarza delegacji serbskiej, która prowadziła w Paryżu negocjacje dotyczących reparacji wojennych. W kolejnych latach pracował w poselstwach Królestwa SHS w Paryżu i w Brukseli. W latach 1926–1928 kierował poselstwem w Tiranie, a następnie w Wiedniu i w Budapeszcie. W latach 1929–1932 pełnił funkcję ministra dworu królewskiego. W 1932 stanął na czele resortu spraw zagranicznych w gabinecie Milana Srškicia. Przygotowywał wizytę króla Aleksandra I we Francji, w czasie której monarcha padł ofiarą zamachu. W Marsylii Jevtić jechał w samochodzie tuż za tym, który stał się celem zamachu.

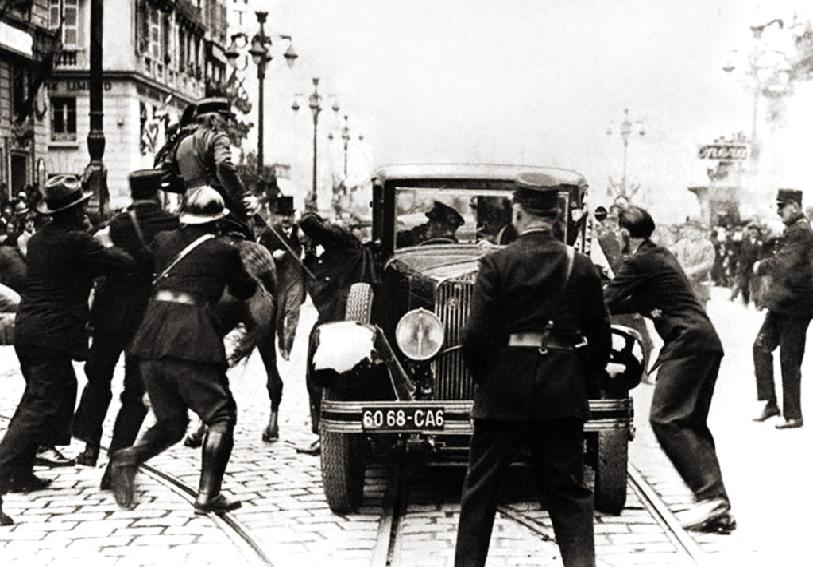
Zamach marsylski (1934), w tle B. Jevtić spieszący z pomocą królowi (w cylindrze)

Po śmierci króla Jevtić stanął na czele rządu, funkcję tę sprawował przez 6 miesięcy. W lutym 1935 został mianowany senatorem, przedstawicielem banowiny dunajskiej.
W 1941, po agresji niemieckiej opuścił kraj. 21 sierpnia 1941 objął stanowisko ministra bez teki w gabinecie Dušana Simovicia. 9 września 1943 objął funkcję ambasadora Jugosławii w Londynie, którą pełnił do października 1944, kiedy przeszedł na emeryturę. Po zakończeniu wojny pozostał w Wielkiej Brytanii, gdzie współpracował z emigracyjną Radą Narodową, kierowaną przez Slobodana Jovanovicia. Ostatnie lata życia spędził w Paryżu. Pochowany w kwaterze żołnierzy serbskich na cmentarzu wojennym w Thiais.
Był odznaczony Orderem Orła Białego III i V kl., Orderem Świętego Sawy I i III kl., a także Orderem Korony Jugosłowiańskiej.